# Grundarfjörður

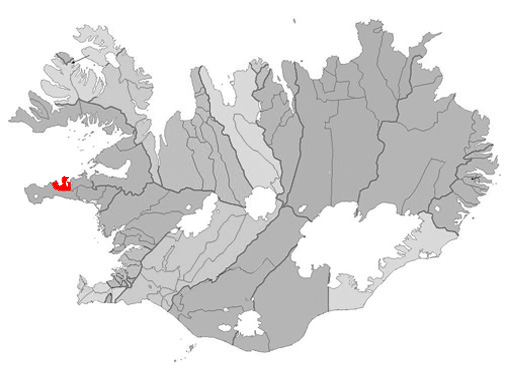
Grundarfjörður na mapě Islandu

Grundarfjörður je rybářské městečko a zároveň obec na poloostrově Snæfellsnes na západě Islandu. Grundarfjörður leží mezi městy Ólafsvík a Stykkishólmur. V roce 2006 zde žilo 954 obyvatel, v roce 2014 ale jejich počet klesl na 872. Zeměpisné souřadnice jsou 64°55'36 severní šířky a 23°15'31 západní délky.